# Montgellafrey
Montgellafrey korábbi község (település) Franciaországban, Savoie megyében. 2017. január 1-jén Montaimont és Saint-François-Longchamp községgel egyesült és Saint François Longchamp új község része lett.
Lakosainak száma 87 fő (2018. január 1.). Montgellafrey La Léchère, La Chapelle, Les Chavannes-en-Maurienne, Épierre, Notre-Dame-du-Cruet, Saint-François-Longchamp, Saint-Martin-sur-la-Chambre és La Léchère községekkel határos.

## Népesség
A település népességének változása:
| Lakosok száma | 65   | 82   | 87   |
|               | 2013 | 2017 | 2018 |